# Un dia con Teddy Reno
Un dia con Teddy Reno è un album del cantante Teddy Reno pubblicato nel 1957 dalla Odeon.

## Tracce
Lato A
1. Maruzzella (Bonagura, Renato Carosone)
2. Zingarella (Romeo)
3. Capriccioso (F. Albano, Vento)
4. Una guitarra y la luna (Rossi, Calise)

Lato B
1. Guaglione (Fanciulli, Nisa)
2. Cita a las seis (Salas)
3. Mis manos (Mes mains) (Gilbert Bécaud)
4. Abrazame esta noche (Kolegan)